# Fontaine d'Esprels
La fontaine d'Esprels est une fontaine située à Esprels, en France.

## Localisation
La fontaine est située sur la commune d'Esprels, dans le département français de la Haute-Saône.

## Historique
L'édifice est inscrit au titre des monuments historiques en 1967.